# Lista siturilor arheologice din județul Mureș - J
Lista siturilor arheologice din județul Mureș - J conține toate siturile arheologice din județul Mureș înscrise în Repertoriul Arheologic Național (RAN) și aflate în localități al căror nume începe cu litera J. RAN este administrat de Ministerul Culturii și Patrimoniului Național și cuprinde date științifice, cartografice, topografice, imagini și planuri, precum și orice alte informații privitoare la zonele cu potențial arheologic, studiate sau nu, încă existente sau dispărute.
Puteți căuta un sit din localitățile care încep cu litera J folosind formularul de mai jos sau puteți naviga prin toate siturile din județ la Lista siturilor arheologice din județul Mureș.
| Cod RAN      | Denumire | Localitate               | Adresă     | Datare       | Descoperit | Coordonate | Imagine           | Erori            |
| ------------ | --- | ------------------------ | ---------- | ------------ | ---------- | ---------- | ----------------- | ---------------- |
| 114649.01.01 | Fortificația medievală din punctul "Cetate" / ansamblu anonim (Categorie: fortificație) (Tip: Fortificație) | sat Jacu, comuna Albești | Cetate     |              |            |            | Încărcați imagine | Raportați eroare |
| 120192.02.01 | Așezarea eneolitică de la Jacodu / ansamblu anonim (Categorie: locuire civilă) (Tip: Așezare)               | sat Jacodu, comuna Vețca |            |              |            |            | Încărcați imagine | Raportați eroare |
| 120192.01.01 | Biserica Unitariană de la Jacodu / ansamblu anonim (Categorie: construcție de cult) (Tip: biserică)         | sat Jacodu, comuna Vețca |            | sec. XV-XIX  |            |            | Încărcați imagine | Raportați eroare |
| 120192.01.02 | Biserica Unitariană de la Jacodu / ansamblu anonim (Categorie: construcție de cult) (Tip: necropola)        | sat Jacodu, comuna Vețca |            | sec. XIV-XIX |            |            | Încărcați imagine | Raportați eroare |
| 120192.03.01 | Așezarea dacică de la Jacodu - "Sub Varuta" / ansamblu anonim (Categorie: locuire) (Tip: așezare)           | sat Jacodu, comuna Vețca | Sub Varuta | dacică       |            |            | Încărcați imagine | Raportați eroare |